# (29404) Hikarusato
(29404) Hikarusato est un astéroïde de la ceinture principale.

## Description
(29404) Hikarusato est un astéroïde de la ceinture principale. Il fut découvert le 9 octobre 1996 à Nanyo par Tomimaru Okuni. Il présente une orbite caractérisée par un demi-grand axe de 2,87 UA, une excentricité de 0,08 et une inclinaison de 1,6° par rapport à l'écliptique.

## Compléments